# Büdel Islands
Büdel Islands är en ögrupp i Antarktis. Den ligger i havet utanför Västantarktis. Argentina, Chile och Storbritannien gör anspråk på området.Islas Aldea är det chilenska namnet på öarna.